# Lepus flavigularis
A Lebre-de-Tehuantepec (Lepus flavigularis) é um leporídeo endêmico de Oaxaca, México.